# Pío II
Pío II (Corsignano, 18 de octubre de 1405-Ancona, 14 de agosto de 1464) fue un eclesiástico y humanista italiano, 210.º papa de la Iglesia católica, desde el 19 de agosto de 1458 hasta su muerte.
Sucesor de Calixto III, fomentó durante su pontificado una nueva cruzada contra los turcos tras la Caída de Constantinopla (1453), para lo cual reunió un congreso en la ciudad de Mantua (1459-1461), y que finalmente nunca se concretaría. 
Fue uno de los más notables humanistas de su tiempo y protegió las artes y las letras. En 1460 fundó la Universidad de Basilea. Su obra más larga y duradera, Commentarii rerum memorabilium quae temporibus suis contigerunt (1463), es la primera autobiografía de un pontífice que se publicó.

## Biografía

### Juventud
Su nombre era Eneas Silvio Piccolomini. Nació en Corsignano, una pequeña población toscana a unos 50 km al sudeste de Siena. Sus padres, Silvio Piccolomini y Vittoria Forteguerri, pertenecían a una estirpe noble venida a menos como consecuencia de las luchas de facciones en la República sienesa, que se había trasladado a la aldea y se hallaba en estado de cierta estrechez económica. El padre hizo algún dinero sirviendo en los ejércitos mercenarios de los Visconti, abandonó las armas y se compró tierras para cultivarlas. Tuvieron 18 hijos pero solo sobrevivieron tres.
La familia se esforzó para que Eneas Silvio pudiera estudiar. A los 18 años marchó a Siena, donde cursó estudios jurídicos bastante a desgana, alternándolos con lecturas apasionadas de los clásicos grecolatinos. Compartió pupitre con el poeta Antonio Beccadelli. Su más cercano educador en Siena fue Mariano de'Sozzini, jurista abierto a las nuevas corrientes humanísticas.
Se entregó entonces a una suerte de errabundeo formativo por ciudades académicas: en Florencia oyó al torrencial y sapientísimo Francesco Filelfo, a cuyas clases asistió dos años en compañía de otro futuro papa, Tomaso Parentucelli, siendo además fámulo en su casa por espacio de dos meses. También estuvo en contacto con el maestro Poggio Bracciolini; en Ferrara conoció al poeta siciliano Giovanni Aurispa, que llegaría a ser su amigo, y a Guarino de Verona, traductor de Estrabón en los ejemplares que el joven Eneas había leído. Además, trabajó mucho por su cuenta, y a los 26 años era ya un sagaz latinista, capaz de escribir en esa lengua de modo sencillo, elegante y eficaz, además de un maestro de la retórica. Sus talentos alcanzaron también la composición de versos latinos.
Como intelectual sin dinero, se le ofreció la disyuntiva entre la Iglesia o la abogacía. Puesto que la jurisprudencia le hastiaba y el mismo san Bernardino de Siena le desaconsejó entrar en religión, escogió un camino intermedio. Así pues, entró al servicio de jerarcas de la Iglesia -embarcada por entonces en cismas y conflictos de poder- como secretario, orador y diplomático, y se lanzó a recorrer durante años los territorios centroeuropeos.

### El Concilio de Basilea
En 1431, en medio de la guerra desatada entre Siena y Florencia, entró al servicio del cardenal Domenico Capranica, obispo de Fermo. Capranica había sido el favorito del papa Martín V; su sucesor Eugenio IV lo postergó y se negó a reconocerle el cardenalato, haciendo que el purpurado tomara una actitud hostil hacia él. El caso es que en el otoño de 1431, el poderoso cardenal pasó por Siena camino del concilio de Basilea y acogió a Eneas entre los sirvientes de su comitiva. El trayecto, con escapadas y separaciones forzosas, fue algo retorcido: por tierra fueron desde Siena a Piombino y de allí en barco hasta Génova. Sin embargo, los temporales desviaron la nave más allá de Córcega, hasta las costas africanas. Durante el accidentado viaje, Eneas trabó amistad con Piero da Noceto, que le ayudaría posteriormente. Llegados por fin a Génova, fueron otra vez por tierra hasta Milán, para, a través del paso de San Gotardo, alcanzar Basilea, adonde llegó el grupo en abril de 1432. Por entonces se respiraba una atmósfera hostil al papa reinante. Capranica, pese a todo, se reconciliaría dos años después con Eugenio IV y, como en Basilea contaba con escasos recursos, tuvo que prescindir de los servicios de Eneas.

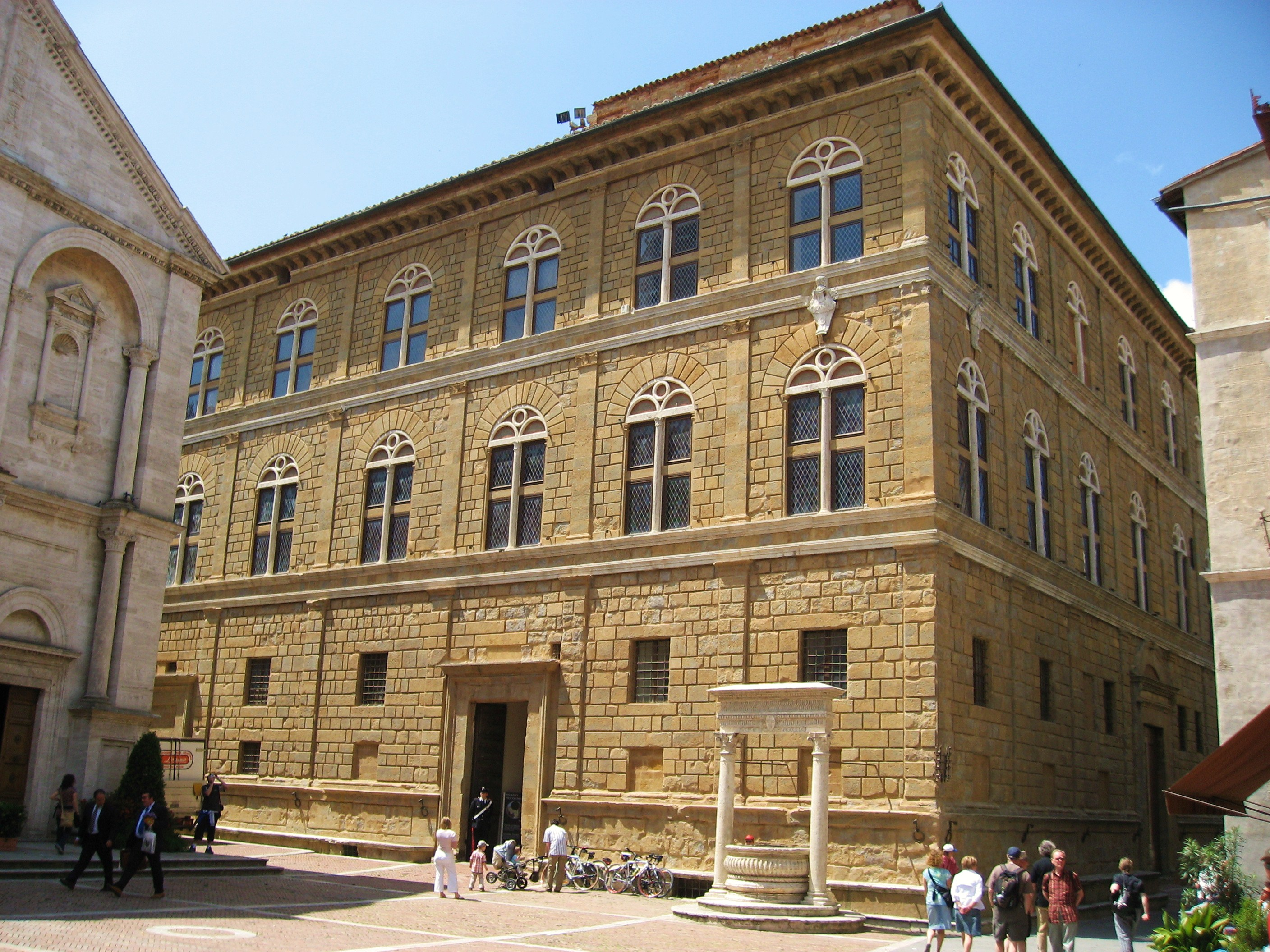
Palacio Piccolomini en Pienza

Ante ello, el futuro papa ofreció sus servicios a un amigo de Capranica, Nicodemo della Scala, obispo de Frisinga, con quien asistió a la dieta imperial de Fráncfort en 1434; sirvió luego a Bartolomeo Visconti, obispo de Novara, principal agente del duque de Milán, Filippo María Visconti, en sus intrigas contra Eugenio IV durante el concilio de Basilea.
Piccolomini lo acompañó en sus frecuentes viajes entre Basilea, Milán y Novara, para informar al Duque y visitar su sede episcopal. El obispo participó en el atentado contra la vida del papa en la primavera de 1435 en Florencia, ciudad que acababa de caer bajo dominio güelfo y en la que residía el papa tras verse obligado a abandonar Roma por los conflictos en que se hallaba inmersa la Ciudad Eterna. En esta conspiración, a Eneas se le encargó anunciar su intervención a Piccinino, un famoso condottiero al servicio de los Visconti. Sin embargo, el atentado fracasó y el obispo de Novara fue arrestado, aunque el duque de Milán intervino para salvarlo. Piccolomini pudo escapar y acogerse a la seguridad de la iglesia de Santa Maria delle Grazie bajo la protección del influyente Niccolo Albergati, cardenal presbítero de la Santa Cruz, a quien fue presentado por Piero da Noceto.
Albergati se lo llevó al Congreso de Arrás, en el que Inglaterra, Francia y Borgoña negociaban una paz (1435) durante la fase final de la Guerra de los Cien Años; de allí lo envió a Escocia para una misión cuyo objetivo era probablemente animar al rey Jacobo II de Escocia para que hiciera guerra a los ingleses y éstos se vieran forzados a la paz con los franceses. 
Vuelto a Basilea, continuó con sus intervenciones en las pugnas eclesiásticas y políticas, ya que el Concilio le ofrecía campo para sus capacidades como negociador, orador y panfletista. Una de sus primeras propuestas ante los Padres de la Iglesia fue presentar a Siena como sede para una reunión con la Iglesia Griega con vistas a solucionar el Cisma de Oriente. No tuvo éxito, siendo Ferrara finalmente la elegida, pero llamó la atención de los poderosos, sobre todo del duque de Milán, que lo acogió y recompensó con un beneficio eclesiástico (aunque Piccolomini era todavía seglar). Cuando una de sus figuras más admiradas, el elocuente y ascético cardenal Giuliano Cesarini, abandonó el concilio, Eneas permaneció en Basilea, convencido de que las posiciones conciliares eran las correctas y satisfecho con sus posibilidades de promoción. 
Eneas enfermó durante la epidemia de peste que se desató sobre la ciudad en el verano de 1439, y la falsa noticia de su muerte da lugar a que el duque le asignara su beneficio a otro. El concilio, a modo de compensación, le otorgó una canonjía en la sede episcopal de Trento.

### Viajes por Centroeuropa

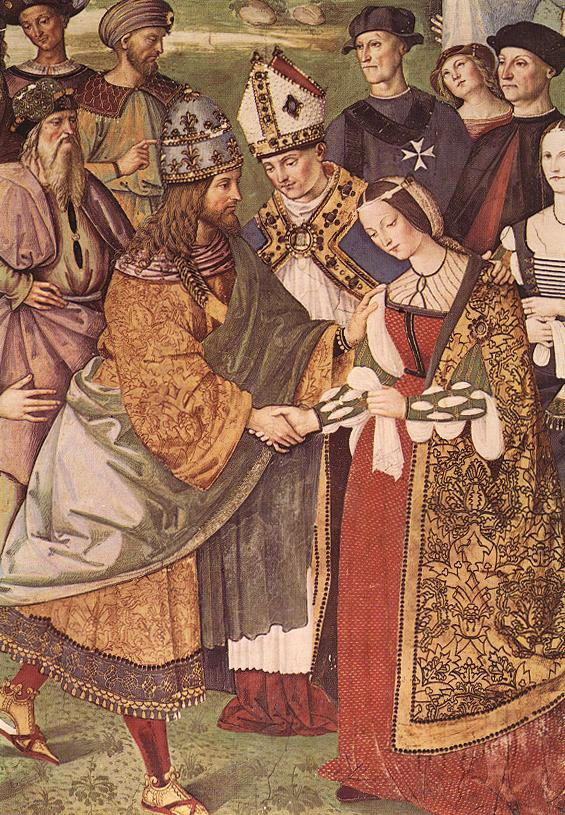
Eneas Silvio Piccolomini conduce a Leonor de Portugal junto al emperador Federico III. Fragmento de una obra de Pinturicchio (1454-1513).

Piccolomini se convirtió entonces en secretario del duque Amadeo VIII de Saboya, antipapa con el nombre de Félix V, a cuyo servicio llevó a cabo una embajada en Estrasburgo (1442). Posteriormente entró al servicio del emperador Federico III como secretario de la cancillería imperial. El propio Emperador, en ceremonia solemne, le impuso la corona laureada de poeta el 27 de julio del mismo año 1442. Federico III era, sin embargo, un hombre egocéntrico, cerrado, corto de miras y avaricioso, lo que desilusionó a Eneas tanto como la vida cortesana, llena de miserias y desengaños. 
En 1450 Eneas fue enviado por Federico III para negociar su boda con la infanta Leonor de Portugal, objetivo que cumplió; en 1451 emprendió una misión a Bohemia, que concluyó un acuerdo satisfactorio con el líder husita Jorge de Podiebrad; en 1452 acompañó a Federico III a Roma para su coronación imperial y su boda con Leonor. En 1445 fue enviado nuevamente a Roma por el Emperador con la misión de lograr la solución de las diferencias entre la Santa Sede y el Sacro Imperio. Allí tuvo que vérselas con Eugenio IV, al que antes había combatido con la palabra en Basilea. Su antiguo fervor conciliarista se apagaba por momentos, y acabó por hacer una confesión en toda regla de sus antiguos errores, dando la razón al papa. Este lo nombró subdiácono apostólico, abrazando el estado eclesiástico, suceso de trascendental importancia.
De regreso a Viena, en marzo de 1446, recibió las órdenes sagradas de diácono y poco después las de sacerdote. Ya como clérigo, intervino en las conversaciones que restituyeron Alemania a la obediencia de Roma, y continúa con la actividad diplomática entre nobles y obispos alemanes. 

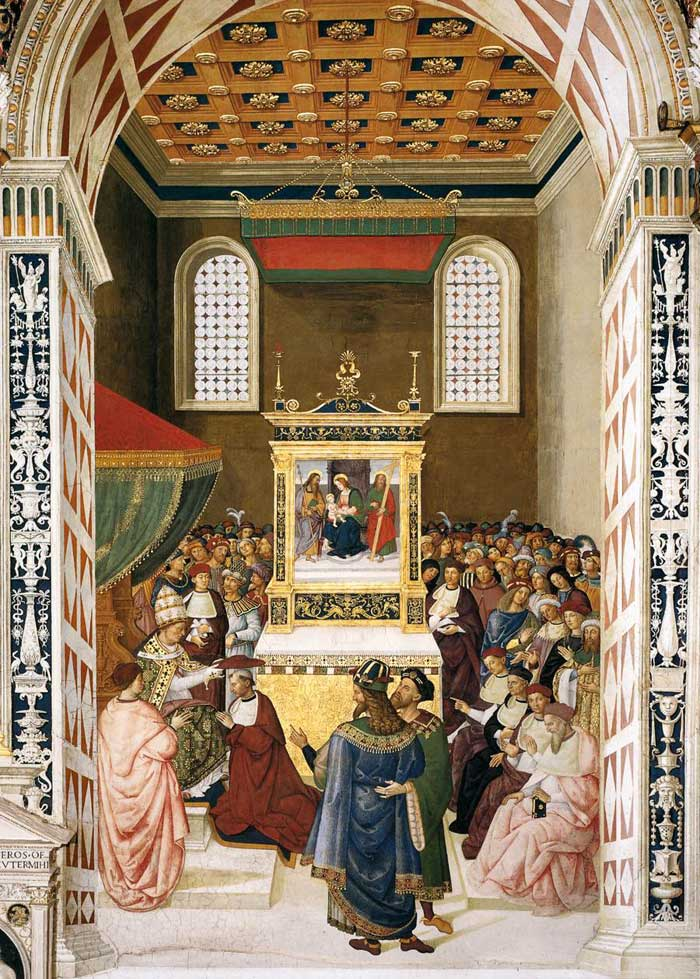
Nombramiento cardenalicio de Piccolomini por el papa Calixto III.

Su celo, competencia y los servicios prestados a la Sede Apostólica en defensa de la preeminencia papal hicieron que su carrera eclesiástica fuera meteórica. Nicolás V, que había sido su compañero de estudios, lo nombró obispo de Trieste (1447) y arzobispo de Siena (1449). El valenciano Calixto III apreciaba las capacidades y el fervor antiturco de Piccolomini, por lo que en 1456 le otorgó el capelo con el título de cardenal presbítero de Santa Sabina luego del insistente apoyo de Federico III y del joven rey Ladislao V de Hungría.

## Pontificado
El pontificado del anciano Borgia fue, como esperaban los que lo habían elegido, muy breve. Pero nadie podría haber previsto que en el cónclave de agosto de 1458, Eneas Silvio Piccolomini, el antiguo enemigo de la supremacía papal, fuera elegido su sucesor. El favorito, el cardenal de Ruan, fue postergado en favor del italiano.
Pocos meses antes de su elección, dio los últimos retoques a "La Europa de mi tiempo", obra donde estaba su visión del pasado reciente y su diagnóstico de un presente cargado de temores y esperanzas.

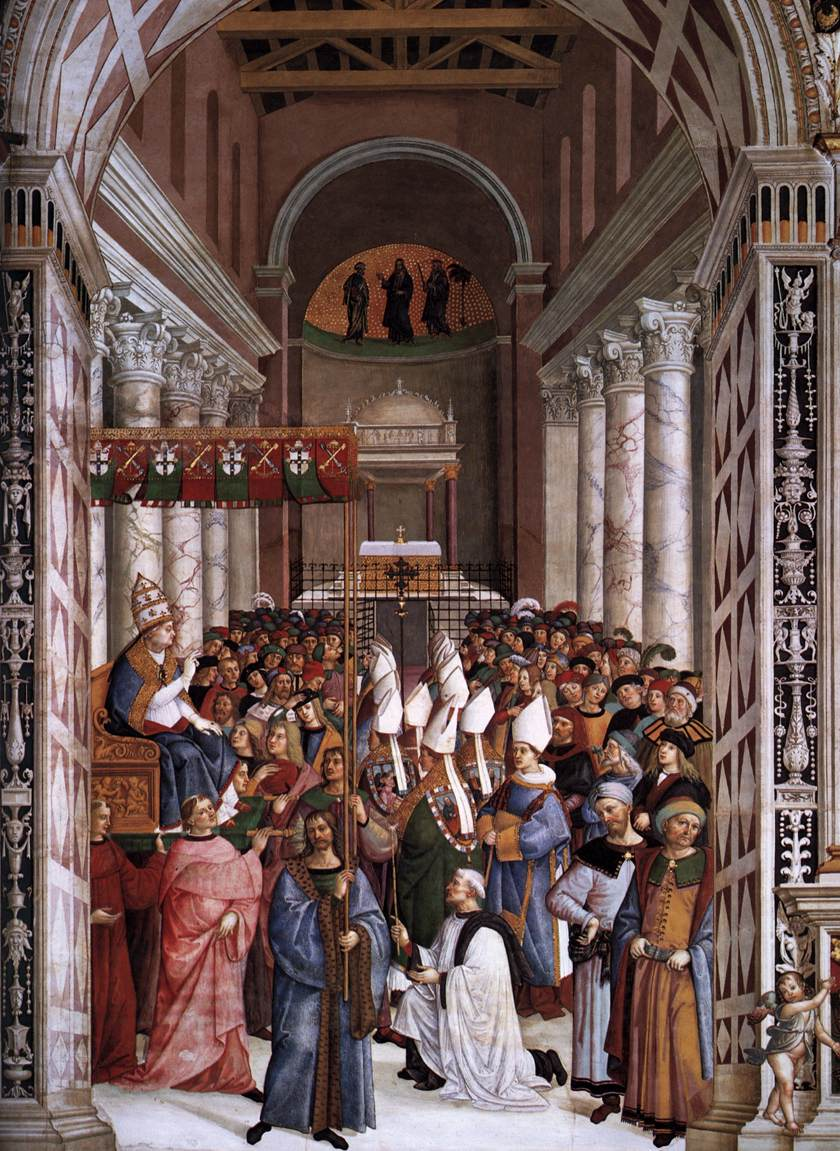
Coronación de Pío II.

Su pontificado se caracterizó por una actividad febril en favor de la reconciliación de los poderes que luchan por la hegemonía tanto en Italia como en el resto de la Cristiandad. Reforzó la autoridad papal frente a la del concilio (bula Exsecrabilis de 1460) y reiteró su retractación de las doctrinas que había sostenido antaño durante el concilio de Basilea.
El 1 de octubre de 1458 publicó la Bula de canonización de san Vicente Ferrer. En 1461 medió fructíferamente en los conflictos militares entre el emperador Federico III y el rey húngaro Matías Corvino (sin embargo, décadas después el Rey de Hungría conquistó los territorios del Ducado de Austria y gran parte de Bohemia, forzando a huir al emperador).
Cedió, no obstante, al vicio papal de la época, el nepotismo, enalteciendo a su familia y adornando de bellos edificios su aldea natal de Corsignano (elevada a sede episcopal y rebautizada como "Pienza", la tierra de Pío, nombre que conserva en la actualidad).
Pío II destacó también por haber combatido el tráfico de esclavos por parte de los portugueses y por haber mejorado las condiciones de los judíos dentro de los Estados Pontificios. En el primer caso, fue el propio papa León XIII quien recordó, en su carta encíclica In Plurimis, la acción de su predecesor en favor de los esclavos:
"A finales del siglo XV, cuando el espantoso azote de la esclavitud casi había desaparecido entre los pueblos cristianos y los Estados intentaban fortalecerse en la libertad evangélica y extender sus dominios, esta Sede Apostólica, con asidua vigilancia trató de impedir que aquellas malas semillas brotaran de nuevo [...] Siguió luego, con no disímil crueldad, la opresión de los indígenas (llamados generalmente "indios") a la manera de esclavos. Tan pronto como estos hechos fueron conocidos por Pío II, sin demora alguna, el día 7 de octubre del año 1462, escribió una carta al obispo de Rubio reprochando y condenando tal maldad." 
El papa Pecci se refirió, citando a Pío II, a la bula Pastor bonus del 7 de octubre de 1462 y dirigida a Diego de Illescas, obispo de Rubio. En la bula, Pío ordenaba a los obispos que impusieran sanciones a los transgresores. Pío no condenó el concepto de trata de esclavos, sino sólo la esclavitud de los recién bautizados, que representaban una minoría muy pequeña de los capturados y llevados a Portugal. El Papa Urbano VIII, en su bula del 22 de abril de 1639, describió estas graves advertencias de Pío (7 de octubre de 1462, Apud Raynaldum in Annalibus Ecclesiasticis ad ann n. 42) como relativas a los neófitos.
Ese mismo año le pidió al sultán turco Mehmed II que abrazase el cristianismo y volviera cristianos a sus vasallos. A cambio, el papa le reconocería a él y a sus sucesores otomanos como herederos legítimos del Imperio Bizantino. Sin embargo, como era de presumir, el Sultán se sintió ofendido y rechazó dicha propuesta.
En 1463 nombró cardenal al exiliado bizantino Basilius Bessarion.
Las esperanzas del papa comenzaron a frustrarse cuando el sultán emprendió nuevas campañas militares contra Europa, ante lo cual el Pontífice manifestó su extrema preocupación por el peligro que corría el Reino de Hungría y la República de Venecia. Luego de grandes negociaciones, el papa consiguió que Matías Corvino y una flota veneciana avanzasen hacia el Sur en contra de los otomanos. Pero la repentina muerte del papa provocó el desvanecimiento de estos planes armados para defender Europa.

## Descendencia
Ya que Pío II no abrazó el estado sacerdotal hasta cumplidos los 40 años, tuvo numerosas aventuras amorosas, propias de la liberalidad de su tiempo, edad y condición: "He conocido y amado a muchas mujeres [...], pero en cuanto las conseguía, me causaban gran fastidio. Tampoco si tuviera que casarme, me juntaría con una mujer cuyo trato no conociera". Tuvo al menos dos hijos ilegítimos:
- El primero lo tuvo durante su misteriosa misión en Escocia en 1436.
- De una tal Isabel, esposa de un mercader bretón que se hallaba en Estrasburgo, le nació un segundo hijo durante su misión diplomática en esta ciudad, en 1442.

## Obra

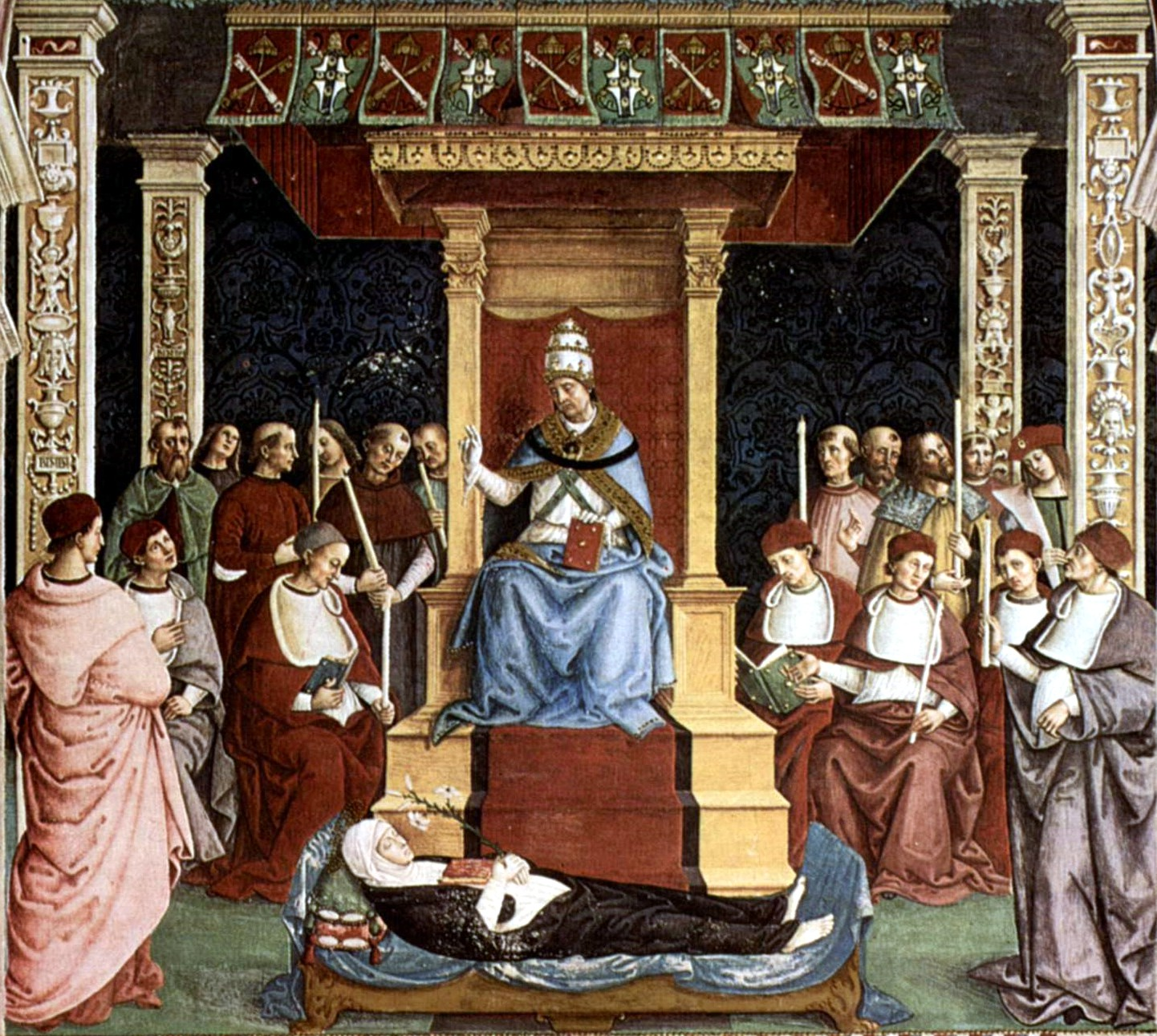
Canonización de Catalina de Siena.

Eneas Silvio dejó varias obras en latín: varias crónicas históricas, una autobiografía, en el mismo estilo que las anteriores, y una abundante correspondencia. En su juventud compuso incluso alguna obra erótica, como la Historia de duobus amantibus (Historia de dos amantes). De todas sus obras, la Historia de dos amantes es la que más éxito tuvo, con más de 35 ediciones antes del año 1500, y más de 100 copias manuscritas. Más tarde, siendo papa, se avergonzó o retractó de esta obra de juventud, llegando a escribir en una carta: 

Y no deis más importancia al laico que al pontífice: rechazad a Eneas, acoged a Pío.

Listado de obras
- Commentarii de gestis Basiliensis Concilii (1440)
- De viris aetate sua claris (1440-50)
- Historia rerum Federici III imperatoris (1452-58)
- Historia Gothorum (1453)
- Historia Bohemica (1458)
- Historia rerum ubique gestarum locorumque descriptio, conocida como Cosmographia (1458)
- Commentarii rerum memorabilium quae temporibus suis contigerunt (1463). Obra autobiográfica.
- Historia de duobus amantibus (1444)

## Pío II en la cultura popular
Las profecías de San Malaquías se refieren a este papa como De capra et albergo (De la cabra y del albergue), cita que hace referencia a que antes de ser elegido pontífice, fue secretario de los cardenales Capranica y Albergati.
Juan el peregrino, novela histórica del finlandés Mika Waltari, tiene una parte dedicada a Eneas Silvio.